# Tebing Tinggi

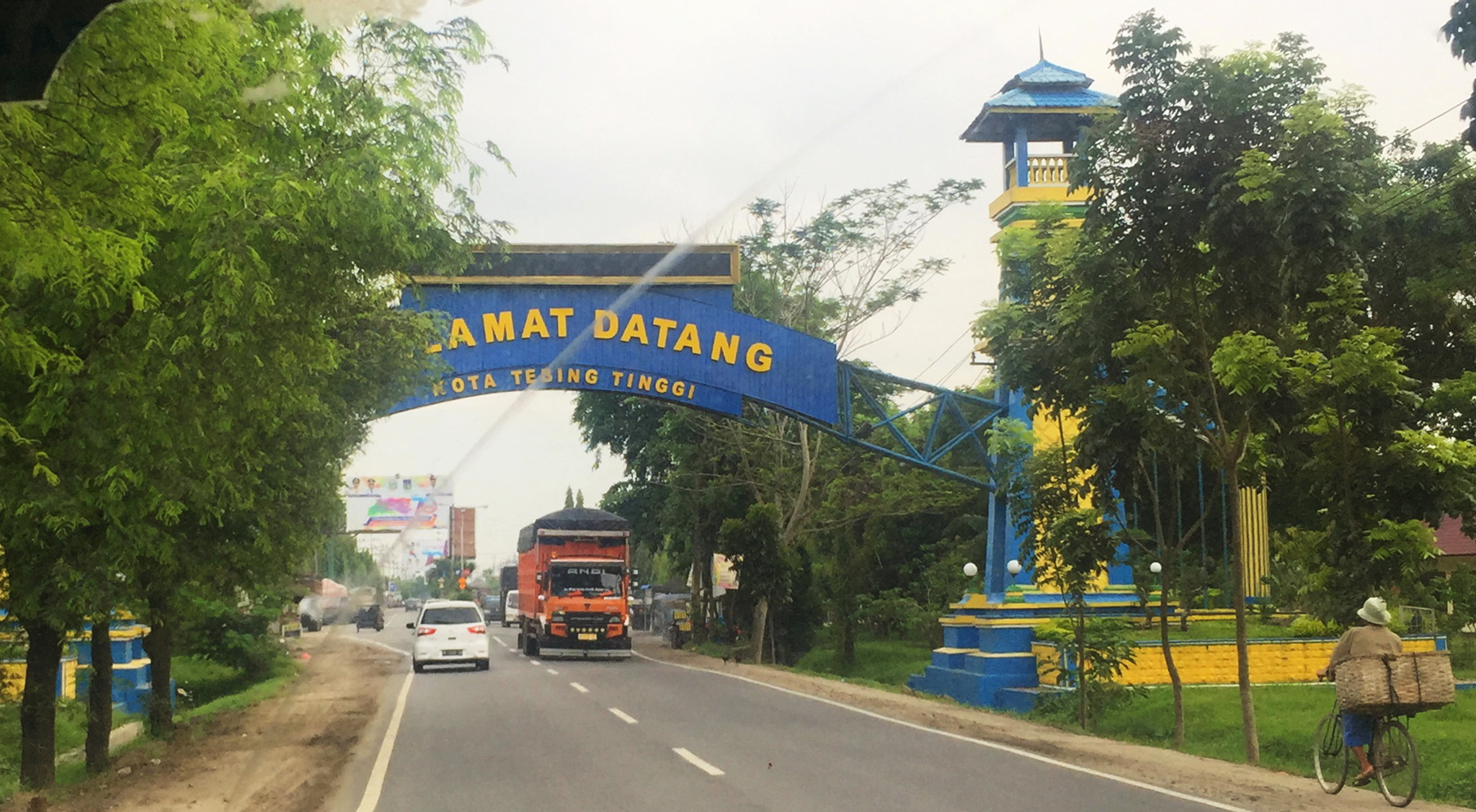
Das Willkommenstor der Stadt

Tebing Tinggi ist eine autonome Stadt (indonesisch Kota) in der Provinz Nordsumatra der indonesischen Insel Sumatra.
Ende 2023 leben hier 180.554 Einwohner, davon 90.563 Frauen (50,16 %).

## Geographie
Die Stadt liegt im Norden der Provinz Sumatra Utara. Sie erstreckt sich zwischen 3°19′ und 3°21′ n. Br. sowie zwischen 98°11′ und 98°21′ ö. L. Im Tiefland auf 18 bis 34 Meter Meereshöhe gelegen, ist sie ringsum vom Kabupaten Serdang Bedagai umgeben, vom Norden bis zum Südwesten von deren Kecamatan Tebing Tinggi sowie vom Norden bis zum Südosten vom Kecamatan Terbing Syahbandar.
Im Jahr 2020 wurden 138 Regentage gezählt, die meisten (21) im November. Niederschlag fiel zwischen 21 und 337 Millimeter (im Juli), im März fiel gar ein Regen.

## Verwaltungsgliederung
Die Stadt gliedert sich seit der Volkszählung 2000 in 5 Kecamatan mit jeweils 7 Kelurahan, eine weitere Untergliederung geschieht in 179 Lingkungan.
| Code 1   | Kecamatan Distrikt    | Ibu Kota Verwaltungssitz | Fläche (km²) | Einw. Zensus 2010 2 | Volkszählung 2020 | Volkszählung 2020 | Volkszählung 2020 | Anzahl der Kel./Long. 6 | Anzahl der Kel./Long. 6 |
| Code 1   | Kecamatan Distrikt    | Ibu Kota Verwaltungssitz | Fläche (km²) | Einw. Zensus 2010 2 | Einwohner 3       | 0Dichte 40        | Sex Ratio 5       | Anzahl der Kel./Long. 6 | Anzahl der Kel./Long. 6 |
| -------- | --------------------- | ------------------------ | ------------ | ------------------- | ----------------- | ----------------- | ----------------- | ----------------------- | ----------------------- |
| 12.76.01 | Padang Hulu           | Pabatu                   | 8,51         | 26.714              | 32.530            | 3.822,6           | 99,34             | 7 / 39                  |                         |
| 12.76.05 | Tebing Tinggi Kota000 | Mandailing               | 3,47         | 24.040              | 24.192            | 6.971,8           | 96,33             | 7 / 43                  |                         |
| 12.76.02 | Rambutan              | Tanjung Marulak          | 5,94         | 31.371              | 38.242            | 6.438,0           | 98,47             | 7 / 28                  |                         |
| 12.76.04 | Bajenis               | Teluk Karang             | 9,08         | 33.072              | 38.933            | 4.287,8           | 99,75             | 7 / 34                  |                         |
| 12.76.03 | Padang Hilir          | Tebing Tinggi            | 11,44        | 30.051              | 38.941            | 3.403,9           | 100,66            | 7 / 35                  |                         |
| 12.76    | Kota Tebing Tinggi    | Kota Tebing Tinggi       | 38,44        | 145.248             | 172.838           | 4496,3            | 99,11             | 35 / 179                |                         |

## Demographie
Zur siebten Volkszählung im September 2020 (indonesisch Sensus Penduduk – SP2020) lebten in der Stadt Tebing Tinggi 172.838 Menschen, davon 86.806 Frauen (50,22 %) und 86.032 Männer (49,78 %). Gegenüber dem letzten Census (2010) sank der Frauenanteil um 0,32 %. Die Volkszählung von 1990 ermittelte 116.749, die von 2000 124.979 Einwohner.
Zur Volkszählung 2020 waren 80,10 % der Bevölkerung Muslime und 13,37 % Christen (21.204 Protestanten und 2.189 Katholiken). Der größte Anteil an Christen lebte 2020 im Kecamatan Bajenis. Weiterhin gab es noch 11.188 Buddhisten (6,4 %), die zumeist im Kecamatan Tebing Tinggi Kota lebten.
Die Arbeitslosenrate der erwerbsfähigen Bevölkerung (15–64 Jahre) lag im Jahr 2020 bei zehn Prozent. Der HDI-Index betrug im gleichen Jahr 75,17 – der von der Provinz Sumatra Utara 71,77. 16,32 Tsd. Menschen lebten im Jahr 2020 unterhalb der Armutsgrenze (indonesisch Penduduk miskin), das waren 0,85 %

### Soziale Daten 2020
| Merkmal                                                           | Kota     | 0Provinz Sumatra Utara0 |
| ----------------------------------------------------------------- | -------- | ----------------------- |
| Bev. unterh. der Armutsgrenze (Tsd.)0                             | 16,32    | 1.283,29                |
| Anteil der „armen Bevölkerung“ (indonesisch Penduduk miskin) (%)0 | 09,85    | 08,75                   |
| Arbeitslosenrate im August (%)                                    | 09,98    | 006,91                  |
| Lebenserwartung (in Jahren)                                       | 70,87    | 069,10                  |
| HDI-Index                                                         | 75,17    | 071,77                  |
| Abhängigenquotient (%)                                            | 47,89    | 048,32                  |
| Anteil der Altersgruppen                                          | 0Real0   | 0Prozentual0            |
| Kinder (<15 J.)                                                   | 046.4850 | 026,90                  |
| arbeitsfähige Bevölkerung (15–64 J.)                              | 116.8730 | 067,62                  |
| Rentner und Pensionäre (>65 J.)                                   | 009.4890 | 005,48                  |

### Aktuelle Bevölkerungsdaten vom Jahresende 2022
Nachfolgende Tabelle gibt den Einwohnerstand per 31. Dezember 2022 wieder.
| Kecamatan             | Fläche km² | Einwohner gesamt | Männer | Frauen | Dichte Einw. je km² | Sex Ratio (100 M/F) |
| --------------------- | ---------- | ---------------- | ------ | ------ | ------------------- | ------------------- |
| Padang Hulu           | 8,74       | 33.395           | 16.693 | 16.702 | 3.820,9             | 99,95               |
| Rambutan              | 7,75       | 39.879           | 19.881 | 19.998 | 5.145,7             | 99,41               |
| Padang Hilir          | 11,18      | 40.323           | 20.072 | 20.251 | 3.606,7             | 99,12               |
| Bajenis               | 9,75       | 39.239           | 19.565 | 19.674 | 4.024,5             | 99,45               |
| Tebing Tinggi Kota    | 2,56       | 25.200           | 12.372 | 12.828 | 9.843,8             | 96,45               |
| Kota Tebing Tinggi000 | 39,98 1    | 178.036          | 88.583 | 89.453 | 4.453,1             | 99,03               |